# Thines Kyparissias (Neochori - Kyparissia)
Thines Kyparissias (Neochori - Kyparissia) este o arie protejată (arie specială de conservare — SAC, sit de importanță comunitară — SCI) din Grecia întinsă pe o suprafață de 1.290,07 ha, integral pe uscat.

## Localizare
Centrul sitului Thines Kyparissias (Neochori - Kyparissia) este situat la coordonatele 37°16′58″N 21°41′21″E / 37.282787°N 21.689128°E.

## Înființare
Situl Thines Kyparissias (Neochori - Kyparissia) a fost declarat sit de importanță comunitară în aprilie 1997 pentru a proteja 7 specii de animale. Situl a fost protejat și ca arie specială de conservare în martie 2011.

## Biodiversitate
Situată în ecoregiunea mediteraneană, aria protejată conține 15 habitate naturale: Vegetație anuală la limita mareei, Faleze cu vegetație de Limonium spp. endemic de pe coastele mediteraneene, Dune mobile cu vegetație embrionară, Dune mobile de-a lungul țărmului cu Ammophila arenaria („dune albe”), Dune cu Euphorbia terracina, Dune de coastă cu Juniperus spp., Dune cu tufărișuri sclerofile Cisto-Lavenduletalia, Dune împădurite cu Pinus pinea și/sau Pinus pinaster, Matorral arborescenți cu Juniperus spp., Galerii de Salix alba și de Populus alba, Păduri de Platanus orientalis și Liquidambar orientalis (Platanion orientalis), Galerii și tufărișuri riverane sudice (Nerio-Tamaricetea și Securinegion tinctoriae), Păduri de Olea și Ceratonia, Păduri de Quercus ilex și Quercus rotundifolia, Păduri de pin mediteraneene cu pini mezogeni endemici.
La baza desemnării sitului se află mai multe specii protejate:
- mamifere (1): vidră de râu (Lutra lutra)
- pești (2): Barbus peloponnesius, Pelasgus stymphalicus
- reptile (4): șarpele cu patru dungi (Elaphe quatuorlineata), țestoasă bănățeană (Testudo hermanni), Testudo marginata, elaphe situla (Zamenis situla)

Pe lângă speciile protejate, pe teritoriul sitului au mai fost identificate 6 specii de amfibieni, 1 specie de mamifere, 1 specie de nevertebrate, 10 specii de reptile.